# Clerkenwell Films
Clerkenwell Films es una productora de televisión del Reino Unido, que ha producido varios programas dramáticos para la cadena ITV network. Cofundado por el actor John Hannah y el productor Murray Ferguson, algunos de los programas producidos por la compañía incluyen adaptaciones iniciales de novelas de Rebus (inicialmente protagonizada por Hannah, antes de que SMG Productions tomara los derechos de producción para producir la serie in-house y sustituyera a Hannah por Ken Stott) y el thriller sobrenatural Las voces de los muertos.

## Lista de producciones
- Baby Reindeer (2024) para  Netflix
- Truelove (2024) para Channel 4
- The End Of The F***ing World (2022) para Channel 4 y Netflix
- Somewhere Boy para Channel 4 y Hulu
- Cheaters para BBC
- Misfits para E4 , Channel 4 y Hulu
- The Aliens para E4 y Channel 4
- Lovesick para Netflix
- The Nightmare Worlds of H. G. Wells para Sky
- Not Safe For Work para Channel 4
- Afterlife para ITV
- Persuasion para ITV
- The Diary of a Nobody adaptación de House of Cards del creador Andrew Davies para BBC